# Carl Gotthard Langhans

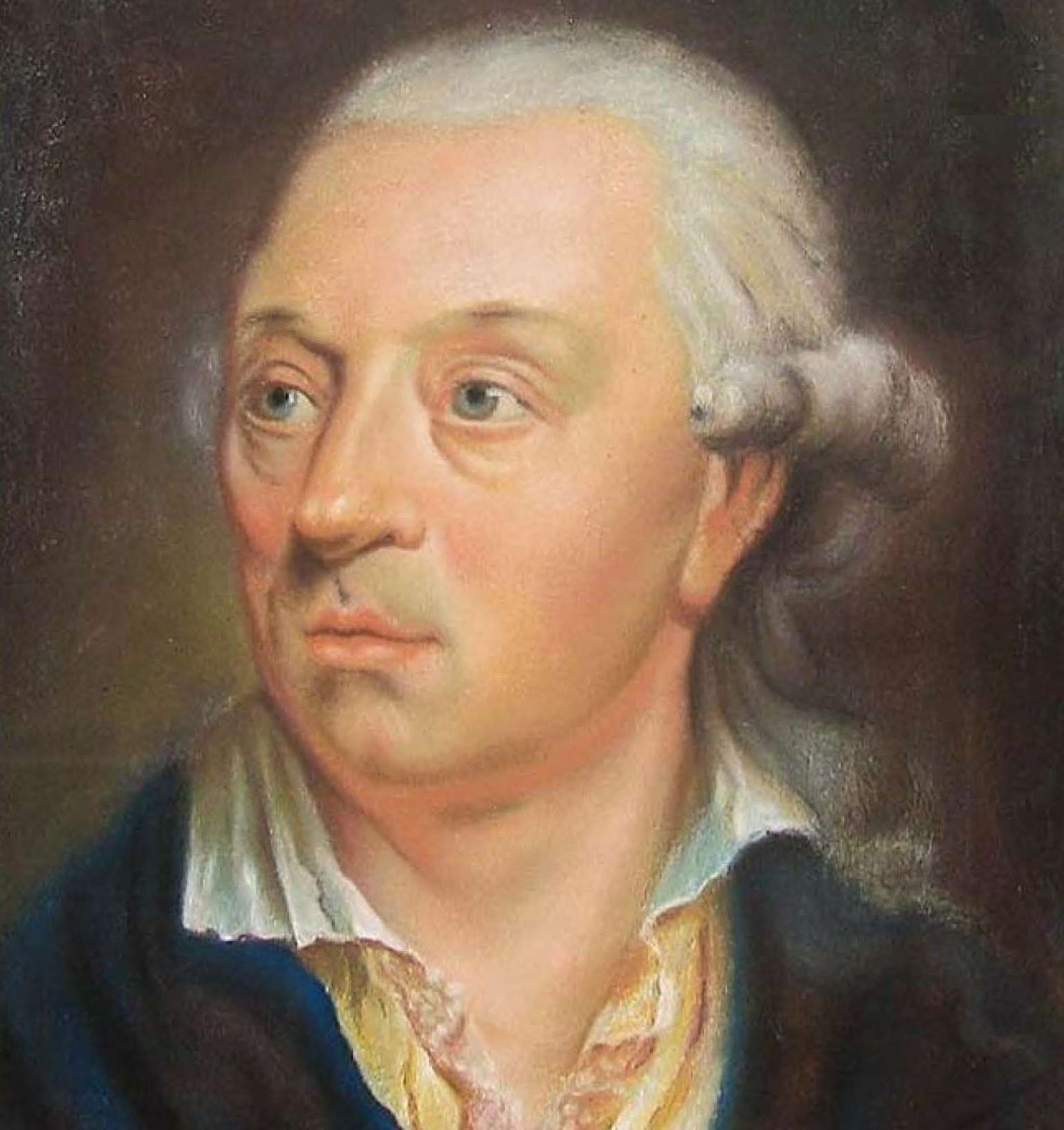
Carl Gotthard Langhans.

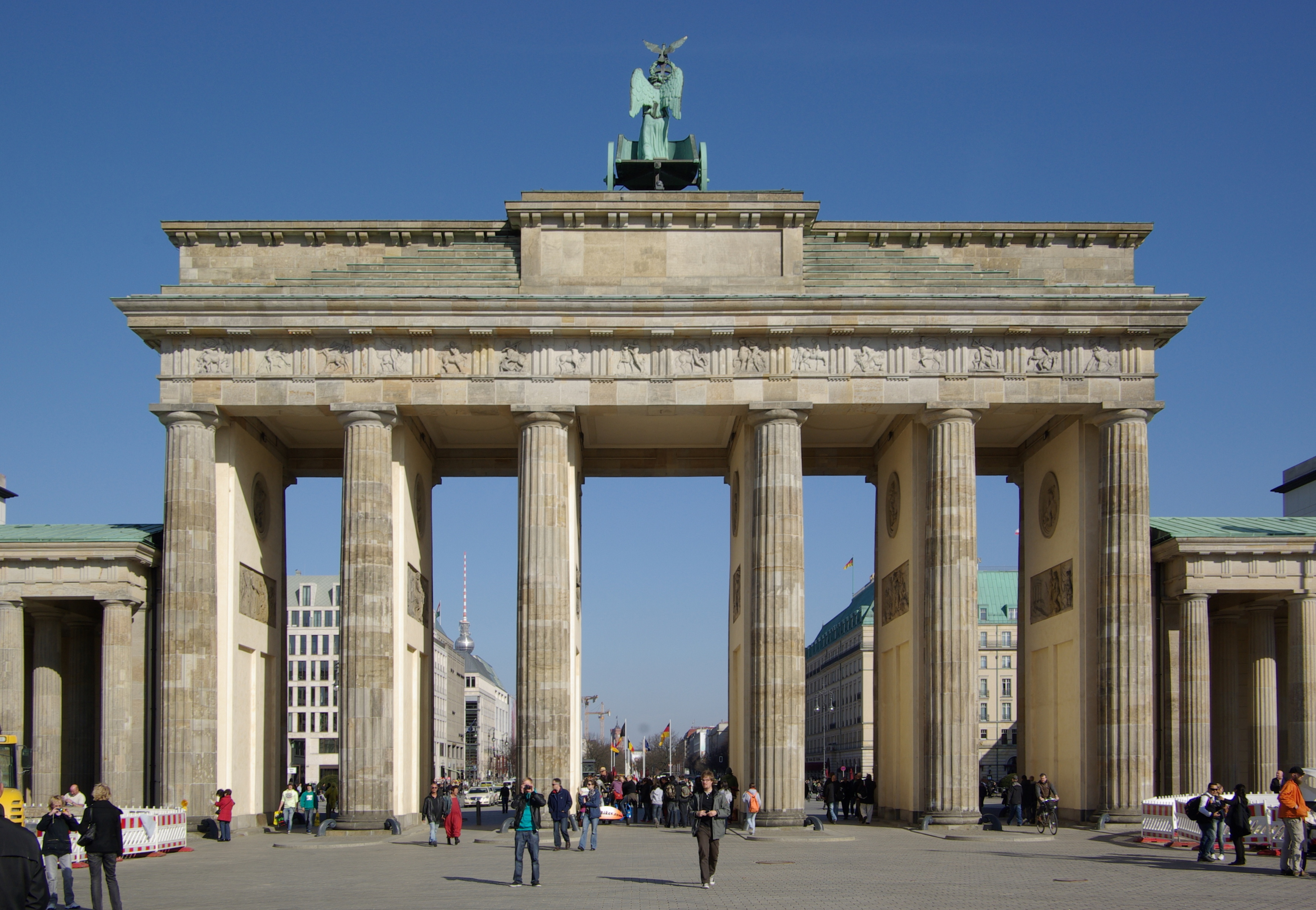
Carl Gotthard Langhans - Brandenburger Tor, Berlin.

Carl Gotthard Langhans, född 15 december 1732 i Landeshut (nuv. Kamienna Góra) i Schlesien, död 1 oktober 1808 i Breslau, var en tysk arkitekt inom nyklassicismen, far till Carl Ferdinand Langhans.

## Biografi
Efter resor och studier blev Langhans arkitekt i sin hemprovins Schlesien, byggde palats, kyrkor, börs och teater, allt i Breslau. Först vid 52 års ålder, 1785, flyttade han till Berlin. Han anlade där Neuer Garten i tidens smak med ett moriskt tempel, klassiska ruiner med mera. Det verk som framför alla andra är förbundet med hans namn är Brandenburger Tor (1788–1791), i vilket  samtiden såg en pånyttfödelse av den klassiska konsten. Av hans övriga arbeten märks Herkulesbron över Königsgraben (riven 1890 efter att vallgraven fyllts igen under anläggandet av Berlins stadsbana), slottsteatern vid Charlottenburgs slott (1788–1791) och Tyska nationalteatern i Berlin (1801–1802, 1817 nedbrunnen och ersatt av Berlins nuvarande konserthus).